# Dismanica
Dismanica (bułg. Дисманица) – wieś podlegająca administracyjnie pod obszar wsi Mleczewo, w środkowej Bułgarii, w obwodzie Gabrowo, w gminie Sewliewo. Według danych Narodowego Instytutu Statystycznego, 31 grudnia 2011 roku wieś liczyła 4 mieszkańców.